# Dé à vingt-quatre faces
Pour les articles homonymes, voir d24.

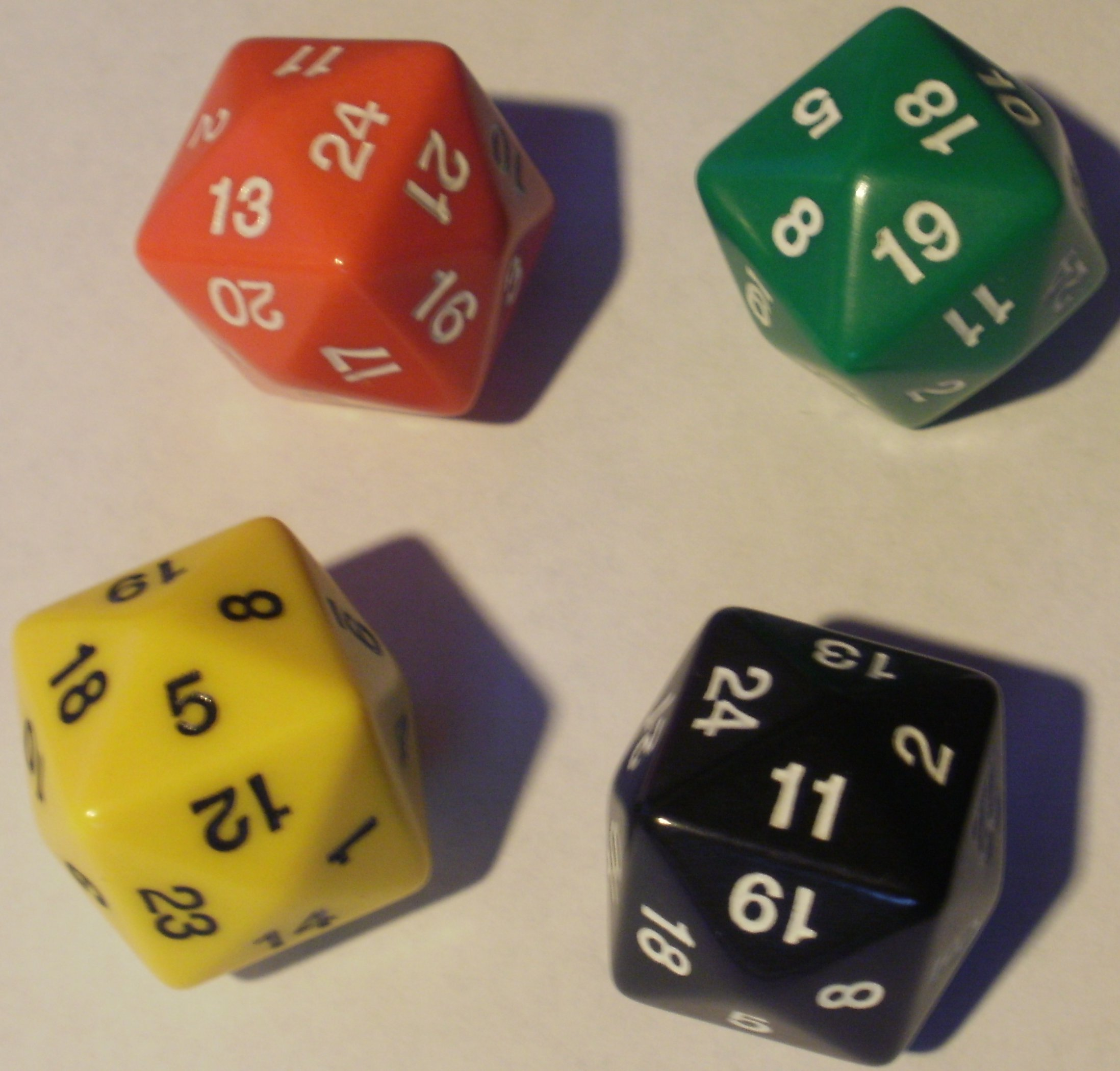
Quatre dés à vingt-quatre faces.

Un tétrakihexaèdre.

Un dé à vingt-quatre faces ou d24 en abrégé est une variante de dé comportant vingt-quatre faces.
Ce type de dé particulier est très rarement utilisé, généralement dans un jeu de rôle sur table.

## Description
Ce dé a pour forme un polyèdre à vingt-quatre faces appelé tétrakihexaèdre. Outre les vingt-quatre faces, on note trente-six arêtes et quatorze sommets.
Les faces sont numérotées de 1 à 24 et chacune forme un triangle isocèle.